# Liberalismo en Costa Rica
El liberalismo en Costa Rica es una filosofía política de larga trayectoria en la historia costarricense y de gran influencia en la formación de la identidad y carácter nacional en lo institucional, político, económico y cultural. A diferencia de otros países latinoamericanos, en Costa Rica no surgió la tradicional pugna entre conservadores y liberales. Los liberales dominaron completamente la política costarricense desde la independencia hasta los años cuarenta y casi todos los gobernantes republicanos del país fueron liberales salvo por breves interludios. El período de hegemonía más absoluta del liberalismo es conocido en la historiografía como Estado Liberal.

## Orígenes y Estado Liberal

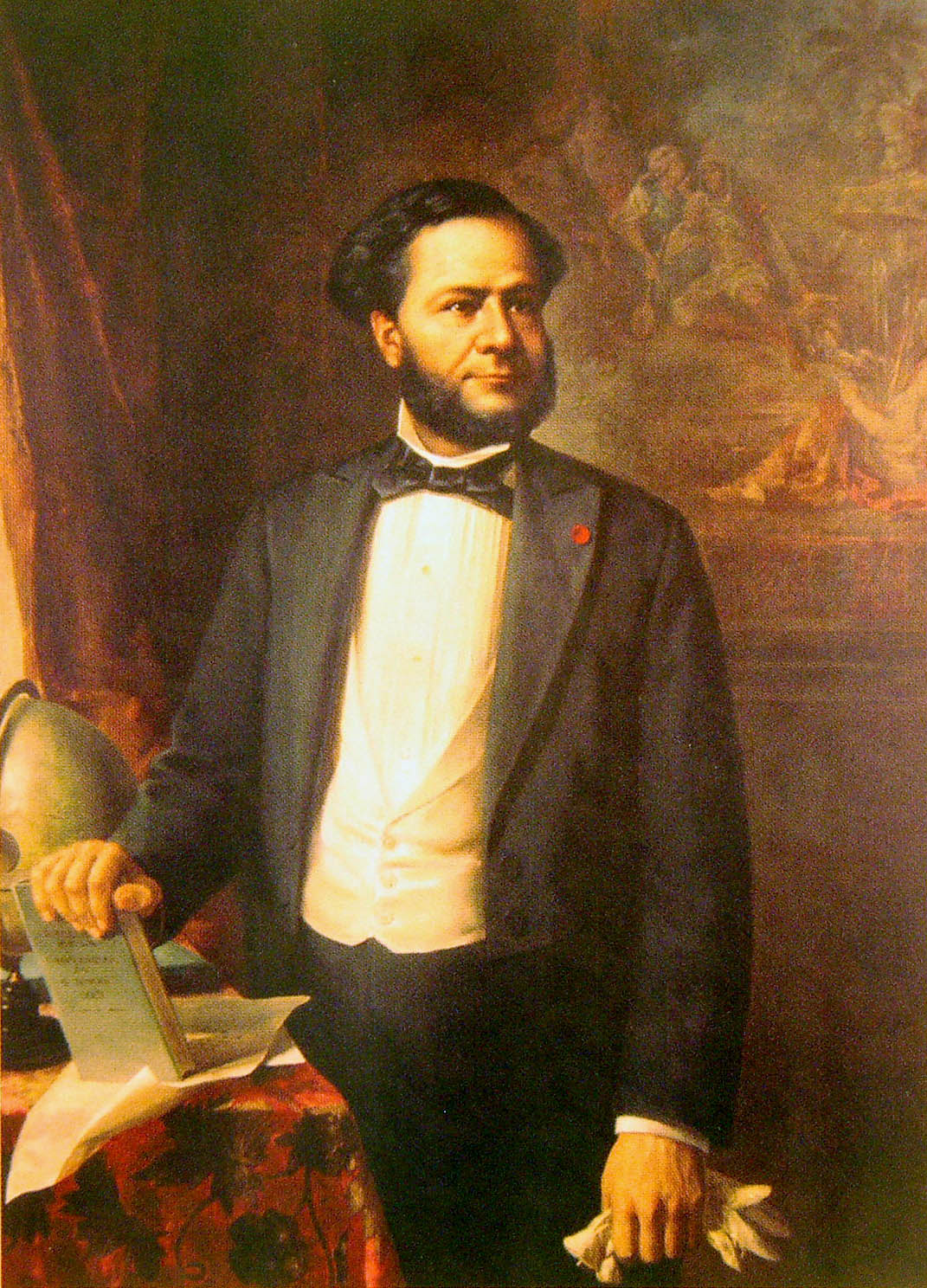
José María Castro Madriz «Padre de la República»

La fricción entre las ciudades progresistas de San José y Alajuela dominadas por una burguesía liberal que buscaba reformas políticas y económicas y que defendía un modelo de gobierno republicano, por sobre las ciudades conservadoras de Cartago y Heredia, dominadas por una aristocracia tradicionalista, monárquica y leal al Emperador Iturbide del Primer Imperio Mexicano con visiones totalmente encontradas de modelo político y económico estalló tras el golpe de Estado monárquico liderado por Joaquín de Oreamuno y Muñoz de la Trinidad y que derivó en la Primera Guerra Civil Costarricense en 1823 y finalizó con el triunfo josefino-alajuelense, cimentando desde entonces la casi incuestionable dominancia liberal.
A partir de entonces y tras la derrota de los monárquicos, casi todos los presidentes costarricenses serán liberales, lo que no evitaría que se dieran golpes de estado, dictaduras y guerras entre facciones rivales, aunque las diferencias entre los bandos serían más personalistas que ideológicas, pues la ideología económica y política a aplicar no estaba en cuestión; era el liberalismo. Entre algunos de los liberales más notorios de este período se encuentran el primer jefe de Estado costarricense Juan Mora Fernández, su sucesor Manuel Aguilar Chacón, el dictador Braulio Carrillo Colina quien fue a su vez derrocado por el liberal hondureño Francisco Morazán, a su vez derrocado y ejecutado para evitar la invasión del país por sus planes reunificadores. Francisco María Oreamuno Bonilla, primer presidente electo por voto popular directo (aunque sería derrocado), José María Castro Madriz el Padre de la República costarricense al ser el fundador de la Primera República (aunque sería derrocado dos veces, una de ellas por el general Guardia) y Juan Rafael Mora Porras, héroe de la Campaña Nacional, quien también sería derrocado.
La introducción de la Francmasonería en Costa Rica en 1875 por el sacerdote Francisco Calvo aportaría decisivamente en la difusión de las ideas liberales entre las élites, e incluso algunos historiadores consideran que las luchas entre facciones liberales se reflejaba en la separación entre logias. Tan vinculado estuvo el liberalismo a la masonería que el obispo Víctor Sanabria Martínez prácticamente las homologaba:  

la masonería fue entre nosotros el grupo organizado de la liberalería [sic], fue el instrumento de expresión del liberalismo, la masonería fue trompeta del liberalismo, y además organismo político, la masonería es un instrumento netamente capitalista.

En todo caso, la mayoría de presidentes y ministros entre José María Castro Madriz y León Cortés Castro fueron masones.
Este período histórico vería el nacimiento de El Olimpo, círculo de intelectuales masones y liberales del que emergerían notorios presidentes y ministros, algunos de los cuales fueron el dictador Tomás Guardia, sus sucesores Próspero Fernández Oreamuno y Bernardo Soto, así como Cleto González Víquez, Ascensión Esquivel Ibarra y Ricardo Jiménez Oreamuno.

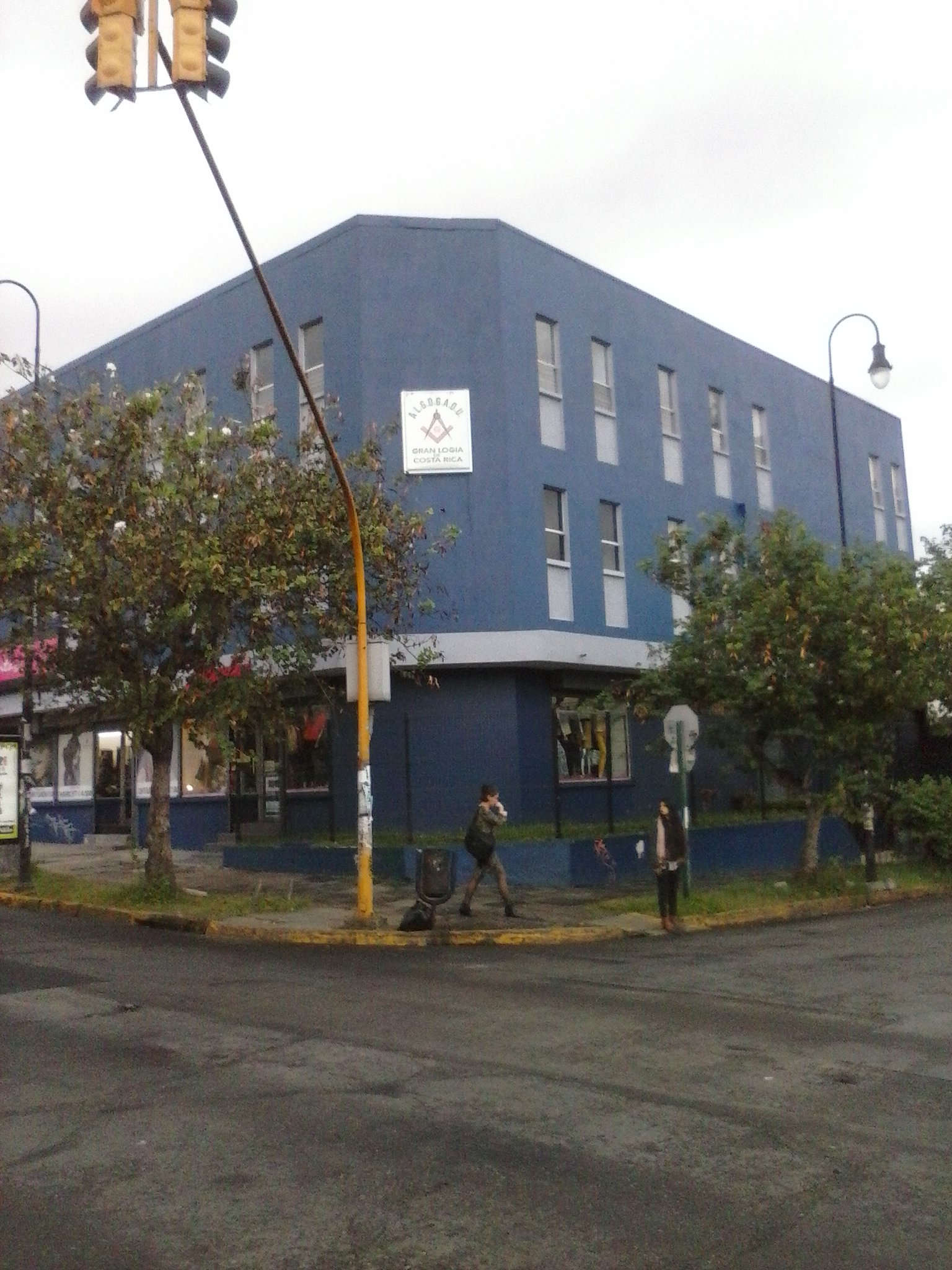
Sede de la Gran Logia de Costa Rica

La Iglesia Católica, principal víctima de las medidas secularizantes impulsadas por El Olimpo incluyendo entre otras cosas la legalización del divorcio, secularización de los cementerios y de la educación pública e incluso la enseñanza de la evolución, le llevó a apoyar la candidatura de José Joaquín Rodríguez Zeledón en 1889 quien enfrentaba al candidato oficialista Esquivel Ibarra organizados en dos partidos políticos respectivamente (y por primera vez); el Partido Constitucional Democrático y el Partido Liberal Progresista. La victoria de Rodríguez en las urnas fue sostenida a pesar de que el presidente de turno Bernardo Soto se vio tentado a desconocerlas pero retrocedió cuando la Iglesia hizo llamados a la revuelta popular por defender el resultado.
A pesar de ello Rodríguez haría poco por cambiar el modelo liberal o retrotraer las medidas anticlericales. Para las siguientes elecciones la Iglesia se organizaría en el partido político antiliberal y antimasónico Unión Católica que ganaría las elecciones de primer grado con su candidato el juez José Gregorio Trejos Gutiérrez pero que el gobierno de Rodríguez torcería los efectos para que en segundo grado el voto electoral fuera a favor de su yerno Rafael Yglesias.
Sin embargo, el hasta entonces incuestionable modelo liberal de Estado comenzó a ser duramente cuestionado en especial desde comienzos del siglo XX con el surgimiento de movimientos políticos socialcristianos, socialistas, anarquistas y comunistas.
Este cuestionamiento llevaría a una alianza de sectores socialcristianos, reformistas y socialistas a llevar a la presidencia a Rafael Ángel Calderón Guardia del Partido Republicano Nacional (hasta entonces un partido liberal que llevó a la presidencia a Ricardo Jiménez Oreamuno y León Cortés Castro y que derivaba del liberal Partido Republicano, pero que fue enteramente calderonizado con el paso del tiempo y convertido en un partido socialcristiano) en 1940. Calderón promulgaría las Garantías Sociales y otras osadas reformas progresistas que pondrían fin definitivo al Estado Liberal, pasando a ser un Estado Reformista o de Bienestar.
No obstante, esto no hizo feliz a los liberales. Entre los más arduos opositores a Calderón estuvieron los liberales León Cortés y Otilio Ulate, este último de particular peso por ser periodista y dueño de varios medios. Ulate sería candidato contra Calderón en 1948 y la anulación de las elecciones en que clamó victoria causarían el estallido de la Guerra Civil de Costa Rica de 1948.

## Liberalismo post-48
El bando ganador de la guerra civil fue una incómoda alianza entre los socialdemócratas liderados por José Figueres Ferrer (él mismo considerado un socialista utópico) y los liberales acaudillados por Ulate. La convocatoria a una Asamblea Constituyente de hecho dio como resultado una supermayoría a favor del partido de Ulate, el Partido Unión Nacional, que obtuvo 34 de 45 diputados seguido por los calderonistas con 6 y los socialdemócratas con 4. Lo que hizo que la Constitución Política de Costa Rica de 1949 fuera redactada por una Asamblea mayormente liberal. El triunfo de los ulatistas se repetiría en la siguiente elección legislativa, pero se difuminaría poco después. 
Una vez fundado el Partido Liberación Nacional de Figueres en 1953 el figuerismo se convertiría en la principal fuerza política del país por varias décadas. Figueres gana casi sin oposición en 1953 y es sucedido por Mario Echandi, un liberal y fiel ulatista, en 1958 en parte gracias a que los socialdemócratas van divididos mientras que los calderonistas votan en bloque por Echandi quien prometió traer de regreso a Calderón de su exilio en México. Echandi es considerado en buena medida el "último liberal" en presidir Costa Rica en el sentido estricto. 
La derrota de la oposición dividida en 1962 ante el PLN convencieron a la derecha costarricense que no podía vencer a los verdiblancos separados y esto llevó a los antiguos enemigos de calderonistas y liberales a dejar de lado sus diferencias y unirse en la coalición Unificación Nacional que postuló exitosamente a José Joaquín Trejos en 1966 con el respaldo conjunto de Calderón y Ulate. Trejos fue un liberal convencido de que intentó aplicar una reducción del estado y un estímulo al sector privado incluyendo la privatización bancaria (nacionalizada años antes por Figueres) pero que enfrentó un parlamento dominado por el PLN.
Nuevas derrotas consecutivas de la oposición dispersa sucederían en 1970 y 1974 nuevamente motivándolos a unirse en la Coalición Unidad postulando al disidente liberacionista Rodrigo Carazo, no obstante, para esta época el liberalismo costarricense se encontraba en quizás su peor momento. Las dos tendencias mayoritarias del país eran el liberacionismo socialdemócrata y el calderonismo socialcristiano que distaban mucho de las ideas económicas liberales, y se limitaba a participar en coaliciones antiliberacionistas en minoría frente al mucho más robusto calderonismo que componía las bases estructurales de dichas coaliciones. Además el gobierno de Carazo se caracterizó por sus tendencias izquierdistas que le enfrentaron al FMI, a Estados Unidos y a la Nicaragua somocista.

## sigloXXI

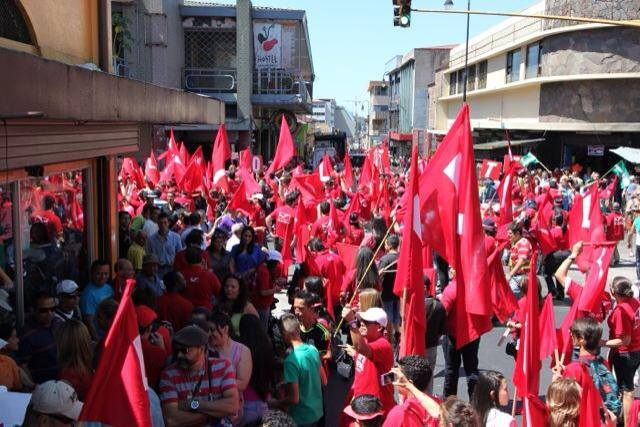
Concentración de militantes del Movimiento Libertario en la campaña presidencial de 2014

Tras la fusión de los cuatro partidos que constituían la Coalición Unidad en el Partido Unidad Social Cristiana en 1983 el país quedó, por primera vez en décadas, sin un partido liberal que existiera del todo. Aun así los liberales tendría su influencia dentro del PUSC como una de las facciones principales. De hecho, de ella emergería la candidatura de Miguel Ángel Rodríguez Echeverría quien sería presidente de Costa Rica en 1998. 
No obstante el primer partido oficialmente liberal fundado en Costa Rica desde la Segunda República fue el Movimiento Libertario en 1996, fundado por liberales salidos del PUSC y académicos sin partido y prontamente liderado por el empresario y abogado Otto Guevara. Como su nombre lo indica, originalmente se trataba de un partido libertario con ideas bastante osadas para la época que incluían el matrimonio igualitario, la despenalización de las drogas y todos los delitos sin víctima, la privatización de todas las instituciones públicas y la eliminación de todos los monopolios estatales (que en el caso de Costa Rica eran muchos) como el Instituto Costarricense de Electricidad, la Caja Costarricense de Seguro Social y el Instituto Nacional de Seguros.
Sin embargo Guevara moderaría algunas de estas posiciones como una estrategia de supervivencia política al ser demasiado radicales para el electorado costarricense promedio, lo que llevaría a la salida de algunos de los fundadores del partido como Raúl Costales y Rigoberto Stewart, de pensamiento más libertario. El partido conservó el nombre pero estaba afiliado a la Internacional Liberal y cambió la mayoría de sus posturas por posiciones como la apertura y no la privatización completa en los monopolios públicos. En cualquier caso sus mayores éxitos electorales se dieron en 2006 y 2010 donde fue el tercer partido más votado tras el PLN y el recién fundado Partido Acción Ciudadana de centroizquierda. En ese momento se perfilaba como la principal fuerza política a la derecha del PLN y por tanto como el principal partido de la derecha nacional, en especial ante el PUSC golpeado por los escándalos que involucraron a dos de sus expresidentes. 
No obstante el éxito del ML no sería eterno. Afectado por deudas asfixiantes y escándalos de corrupción que incluían una condena por estafa involucrando a la Fundación Friedrich Naumann para la Libertad que llevó a su expulsión de la Internacional Liberal y la RELIAL, el partido sufriría un duro revés por primera vez en 2014 cuando quedaría reducido a un cuarto lugar por debajo del PAC, el PLN y la izquierda representada por el Frente Amplio y con la quinta bancada en el Parlamento. La mala racha persistiría cuando perdería todos sus alcaldes en las municipales de 2016 para luego cimentarse cuando el partido obtuvo solo 1% del voto presidencial y ningún diputado en las de 2018. 
Aun así nuevas opciones liberales surgieron como nuevas alternativas, incluyendo el Partido Liberal Progresista Unión Liberal (también creación de Otto Guevara) y el partido Unidos Podemos (sin relación con la formación española) de la exdiputada libertaria Natalia Díaz.
- Partido Independiente Demócrata
- Partido Liberal Progresista (Costa Rica, 1889)

|
- Partido Nacional
- Partido Peliquista
- Partido del Pueblo
- Partido Republicano Nacional
- Partido Unión Nacional

|}

#### Segunda República
| - Movimiento Libertario - Partido Liberal Progresista (Costa Rica, 2016) - Partido Nueva Generación | - Partido Unión Liberal - Partido Unión Nacional - Partido Unión Popular - Unidos Podemos |